# Clubiona bryantae
Clubiona bryantae là một loài nhện trong họ Clubionidae.
Loài này thuộc chi Clubiona. Clubiona bryantae được Willis J. Gertsch miêu tả năm 1941.